# Mai 2006 en Afrique
 (avril 2020).
Si vous disposez d'ouvrages ou d'articles de référence ou si vous connaissez des sites web de qualité traitant du thème abordé ici, merci de compléter l'article en donnant les références utiles à sa vérifiabilité et en les liant à la section « Notes et références ».

## 3 mai
- Tchad : élection présidentielle remporté par Idriss Déby Itno, président sortant, qui a obtenu 77,53 % des voix selon les résultats annoncés le 14 mai. Les partis de l’opposition ont boycotté l’élection.

## 4 mai
- Côte d'Ivoire : le pape Benoît XVI a nommé Mgr Jean-Pierre Kutwa nouvel archevêque d'Abidjan, en remplacement de Mgr Bernard Agré, qui a souhaité démissionner en raison de son âge (80 ans).

## 5 mai
- Soudan : le Mouvement/Armée de libération du Soudan, principal mouvement de la rébellion au Darfour dirigé par Minni Minnawi, a accepté de ratifier l’accord de paix proposée par l’Union africaine, malgré des réserves sur le partage du pouvoir.

## 6 mai
- Afrique de l'Ouest : le journaliste malien Ibrahim Famakan Coulibaly a été reconduit à la présidence de l’Union des journalistes d’Afrique de l’Ouest à l’issue du 6e congrès réuni à Abidjan.

## 8 mai
- Algérie : le président Abdelaziz Bouteflika a, dans un message lu lors de la commémoration des massacres commis à Sétif par l’armée française le 8 mai 1945, dénoncer la machine coloniale française qui renouait « avec sa pulsion originelle, celle du déferlement de violence génocidaire ».

- Mali : le président Amadou Toumani Touré a nommé Diallo Kaïta Kenta présidente de la Cour Suprême du Mali en remplacement de M'Barakou Askia Touré, nommé ambassadeur du Mali en Tunisie.

## 10 mai
- Somalie : au 4e jour de combat à Mogadiscio, les affrontements entre milices, qui ont causé la mort d’au moins 53 personnes, ont été dénoncés par François Fall, représentant spécial pour la Somalie du secrétaire général des Nations unies comme une « guerre contre leur propre peuple ».

## 14 mai
- Comores : Ahmed Abdallah Sambi a été élu Président de la République, récoltant 58,02 % des suffrages.

## 15 mai
- Mali : vingt-et-un députés maliens, membres du Collectif des élus de la région de Kayes (Codeka), région d'origine de la majorité des Maliens résidant en France, demande l’annulation du voyage de Nicolas Sarkozy, ministre français de l’Intérieur, prévu le 17 mai, jour du vote par l’Assemblée nationale française de son projet de loi durcissant les conditions de l’immigration.

## 18 mai
- Mali : une manifestation a rassemblé environ deux cents personnes à Bamako, pour protester contre la venue du ministre français de l’intérieur Nicolas Sarkozy, arrivé la veille au soir au Mali pour une visite de vingt-quatre heures, afin d’expliquer sa nouvelle loi durcissant les conditions de l’immigration en France.

## 23 mai
- Mali : des rebelles touaregs se sont emparés de deux casernes à Kidal et d’une caserne à Ménaka, dans le Nord du Mali. Les assaillants ont quitté les trois casernes dans la soirée en emportant des munitions et des vivres. Les rebelles seraient dirigés par le lieutenant-colonel Hassan Fagaga, un ancien combattant qui avait déserté l'armée régulière dans les années 1990. Les combats entre rebelles et armée régulière auraient fait un mort et quatre blessés selon la Direction des informations et des relations publiques des armées.

## 24 mai
- Algérie : Abdelaziz Belkhadem a été nommé premier ministre par le président Abdelaziz Bouteflika en remplacement d’Ahmed Ouyahia.
- Gabon : René Radembino-Coniquet a été élu président du Sénat. Il succède à Georges Rawiri, décédé le 9 avril 2006.
- Zambie : décès à 63 ans de Anderson Mazoka, président du Parti uni pour le développement national, principal parti de l’opposition.

## 27 mai
- Tunisie : la police a empêché la tenue du congrès de la Ligue tunisienne des droits de l'homme qui devait se dérouler à Tunis.

## 29 mai
- Mauritanie : Ely Ould Mohamed Vall, président du Conseil militaire pour la justice et la démocratie s’est prononcé, au cours d’une visite à Akjoujt, pour l’abolition complète de l’esclavage qui perdure dans le pays.

## 31 mai
- Sénégal : pour protester contre las mauvais traitements qu’infligerait la police espagnol aux ressortissants sénégalais clandestins refoulés des îles Canaries, le gouvernement sénégalais a décidé de suspendre sa coopération avec l’Espagne.